# أوتو فيكيرلينغ
أوتو فيكيرلينغ (بالألمانية: Otto Weckerling) مواليد 23 أكتوبر 1910 - الوفاة 06 مايو 1977، كان دراج ألماني في صنف سباق الدراجات على الطريق.

## سجل النتائج

### سباقات أو مراحل فاز بها
- طواف فرنسا

## وصلات خارجية
- الموقع الرسمي

## روابط خارجية
- أوتو فيكيرلينغ على موقع أرشيف الدراجات (الإنجليزية)
- أوتو فيكيرلينغ على موقع إحصائيات الدراجات الإحترافية (الإنجليزية)
- أوتو فيكيرلينغ على موقع CycleBase (الإنجليزية)